# Svart blomstickare
Svart blomstickare (Diglossa humeralis) är en fågel i familjen tangaror inom ordningen tättingar.

## Utseende
Svart blomstickare är en liten tätting med den för släktet typiska uppböjda och krokförsedda näbben. Fjäderdräkten är helsvart, i större delen av utbredningsområdet utan en grå skulderfläck, vilket skiljer den från glansblomstickaren. De i östra Anderna i Colombia har dock grått på skuldrorna, men är mindre och mattare färgad överlag. 

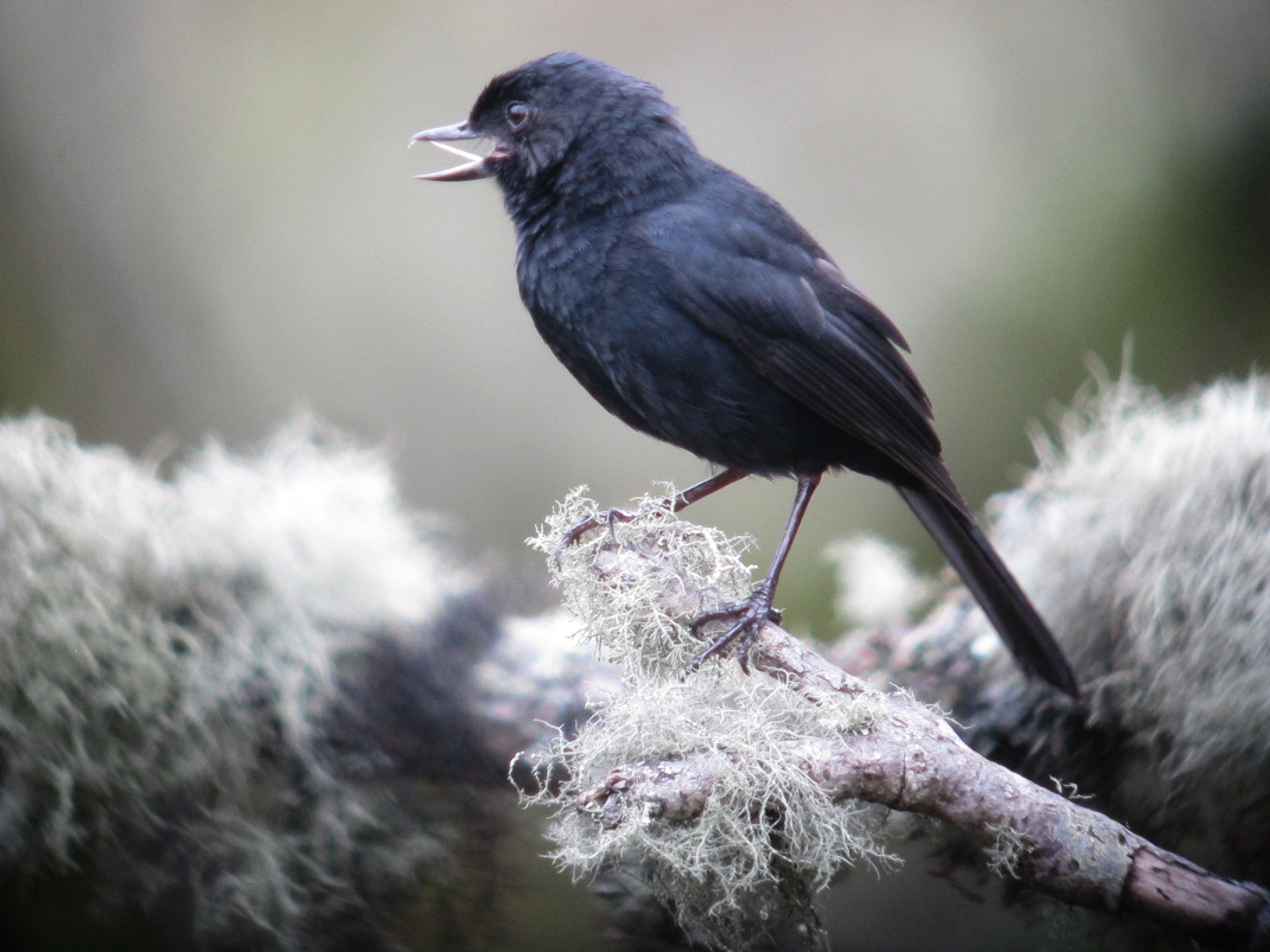

## Utbredning och systematik
Svart blomstickare förekommer i Anderna från Colombia till nordvästra Peru. Den delas in i tre underarter med följande utbredning:
- Diglossa humeralis nocticolor – förekommer i Sierra Nevada de Santa Marta i norra Colombia och Sierra de Perijá (västra Venezuela)
- Diglossa humeralis humeralis – förekommer i östra Anderna i Colombia och sydvästra Venezuela (Páramo de Tama)
- Diglossa humeralis aterrima – förekommer i västra och centrala Anderna i Colombia och söderut till Ecuador och nordvästra Peru

## Levnadssätt
Svart blomstickare hittas i höglänt terräng på mellan 2500 och 4500 meters höjd. Där ses den enstaka eller i par i torra och buskiga miljöer. 

## Status
Arten har ett stort utbredningsområde och beståndet anses stabilt. Internationella naturvårdsunionen IUCN listar den därför som livskraftig (LC).